# سالارآباد (شهداد)
سالارآباد، روستایی از توابع بخش شهداد شهرستان کرمان در استان کرمان ایران است.

## جمعیت
این روستا در دهستان تکاب قرار داشته و براساس آخرین سرشماری مرکز آمار ایران که در سال ۱۳۸۵ صورت گرفته، جمعیت آن ۴۲۰ نفر (۹۵خانوار) بوده‌است.